# Spiralna grobla

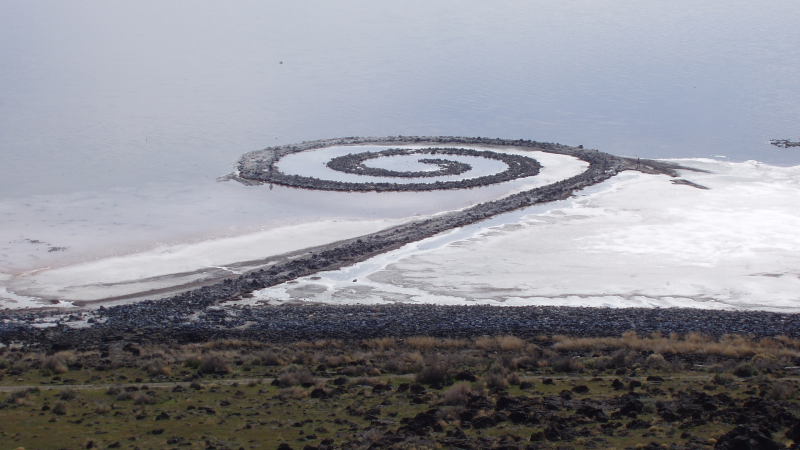
Spiralna grobla

Spiralna grobla (Spiral Jetty), uznawana za najważniejsze dzieło amerykańskiego artysty Roberta Smithsona, jest pracą z gatunku land art zbudowaną w roku 1970.
Zbudowana z błota, kryształów soli, skał bazaltowych, ziemi i wody na północno-wschodnim wybrzeżu Wielkiego Jeziora Słonego w stanie Utah, ma długość ok. 450 m i szerokość ok. 4,5 m. Grobla biegnie od brzegu jeziora i ma kształt spirali skręcającej przeciwnie do ruchu wskazówek zegara. W czasie jej budowy wody jeziora miały niezwykle niski poziom z powodu suszy. W ciągu kilku lat poziom wód powrócił do normalnego i zatopił konstrukcję na trzy następne dziesięciolecia. Grobla pojawiła się znów w roku 2004 i była całkowicie widoczna przez prawie rok, wiosną 2005 grobla została ponownie zalana.

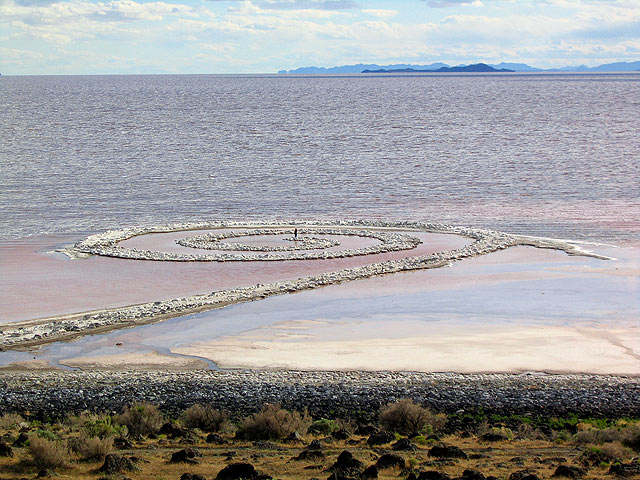
Osoba stojąca w środku Spiralnej grobli sfotografowana z brzegu jeziora

## Konstrukcja
Smithson wybrał miejsce do budowy Spiralnej grobli ze względu na czerwony kolor wody, który utrzymuje się ze względu na obecność bakterii i glonów egzystujących w 27-procentowym zasoleniu północnego ramienia jeziora, odizolowanego od zasobów świeżej wody przez budowę grobli komunikacyjnej w 1959 roku.
Praca nad budową grobli rozpoczęła się w kwietniu 1970, trwała 6 dni i polegała na usypaniu grobli z 6550 ton skał i ziemi.
Od roku 1999 praca jest własnością "Dia Art Foundation" z Nowego Jorku.

## Konserwacja
Rosnąca liczba odwiedzających oraz czynniki atmosferyczne doprowadziły do kontrowersji związanych z planami konserwacji rzeźby. Kolor rzeźby zmienił się w stosunku do oryginalnego, w związku z czym powstał projekt przywrócenia koloru poprzez dodanie nowych skał bazaltowych.
Powyższe stoi jednak w sprzeczności z zaleceniami twórcy, który sugerował by nie chronić rzeźby przed zniszczeniem, co miało związek z jego fascynacją teorią entropii.
W 2008 ogłoszono również plany wierceń w poszukiwaniu ropy naftowej w niedalekiej okolicy grobli, co spotkało się z silnym sprzeciwem artystów.